# 兵庫県立和田山特別支援学校
兵庫県立和田山特別支援学校（ひょうごけんりつ わだやまとくべつしえんがっこう）は、兵庫県朝来市和田山町竹田にある県立特別支援学校。肢体不自由教育校として出発し、但馬地区の特別支援学校再編により知的障害部門を併設したため現行では肢体不自由・知的併置校となっている。また但馬地域における特別支援教育のセンター校としての役割も有している。

## 歴史
但馬地域初の養護学校であった兵庫県立出石養護学校の分校として、肢体不自由部門を引き受ける形で設置され、のちに独立校となったのが本校である。本校周辺は神戸聖隷福祉事業団が設置する福祉施設が林立する。以下、本校公式サイト「学校概要」による。
- 1979年（昭和54年）4月1日：兵庫県立出石養護学校和田山分校設置・開校。
- 1981年（昭和56年）4月1日：寄宿舎設置。
- 1992年（平成4年）4月1日：兵庫県立和田山養護学校として独立開校。
- 1992年（平成4年）10月9日：創立記念式（校歌並びに校旗の披露）挙行。
- 1994年（平成6年）11月28日：体育館完成。
- 1997年（平成9年）4月1日：高等部を開設。
- 1998年（平成10年）6月26日：校舎（高等部）・寄宿舎完成。
- 2007年（平成17年）4月1日：学校名を兵庫県立和田山特別支援学校に変更。
- 2010年（平成22年）4月1日：知的障害者部門を設置、肢知併置校となる。

## 設置学部
- 小学部
- 中学部
- 高等部

## 通学区域
「兵庫県立特別支援学校通学区域」による。但馬地区の特別支援学校再編により、現行では以下の通りとなっている。
- 肢体不自由：兵庫県全域
- 知的障害：養父市（養父市立八鹿青渓中学校、養父市立関宮学園校区を除く）、朝来市